# Capra falconeri heptnerni
El marjor tayiko, turcomano, de Bujará o de Heptner (Capra falconeri heptnerni) es una subespecie del marjor (Capra falconeri), un mamífero artiodáctilo de la familia Bovidae originaria de Tayikistán, Turkmenistán y Uzbekistán, posiblemente también de Afganistán. Hoy en día se encuentra pocas poblaciones dispersas, por ejemplo en la reserva natural de Koytendag, en el extremo oriental de Turkmenistán. La población del marjor de Bujará ronda los 5750 animales. Como resultado, la Unión Internacional para la Conservación de la Naturaleza ha calificado su estado como casi amenazado.

## Ecología
El marjor tayiko vive en los matorrales y bosques abiertos que recubren las escarpadas laderas de las montañas entre las que vive en altitudes de hasta 3600 metros. Rara vez supera la línea de árboles; en verano se alimenta principalmente de pastos y hojas, pero en invierno ramonea principalmente arbustos y material leñoso. Uno o dos crias nacen después de un período de gestación de 135 a 170 días. Los principales depredadores de estas cabras son los leopardos de las nieves, lobos y linces, y los cabritos pueden ser presa de las águilas reales.